# Fred Moudani-Likibi
Fred Moudani-Likibi (né le 10 mai 1999 à Savigny-le-Temple) est un athlète français, spécialiste du lancer du poids.

## Biographie
Champion de France cadet en plein air et en salle en 2016, il remporte le titre national junior en salle en 2017, et les titres nationaux juniors en plein air et en salle en 2018.
Depuis 2022, il est étudiant en kinésiologie à l'Université de Cincinnati et participe aux championnats NCAA.
Le 4 février 2023 lors d'une compétition universitaire à Blacksburg (Virginie), il réalise la marque de 20,51 m à son quatrième essai et améliore de neuf centimètres le record de France en salle du lancer du poids détenu depuis 2009 par Yves Niaré.
Fin juillet 2023, il remporte le concours de lancer du poids des championnats de France à Albi.

## Palmarès
| Date | Compétition            | Lieu | Résultat | Temps   |
| ---- | ---------------------- | ---- | -------- | ------- |
| 2023 | Championnats de France | Albi | 1er      | 19,84 m |

## Records
| Épreuve         | Épreuve   | Marque       | Lieu       | Date           |
| --------------- | --------- | ------------ | ---------- | -------------- |
| Lancer du poids | Plein air | 20,54 m      | Austin     | 7 juin 2023    |
| Lancer du poids | Salle     | 20,51 m (NR) | Blacksburg | 4 février 2023 |